# Biserica lui Isus Hristos a Sfinților din Zilele din Urmă

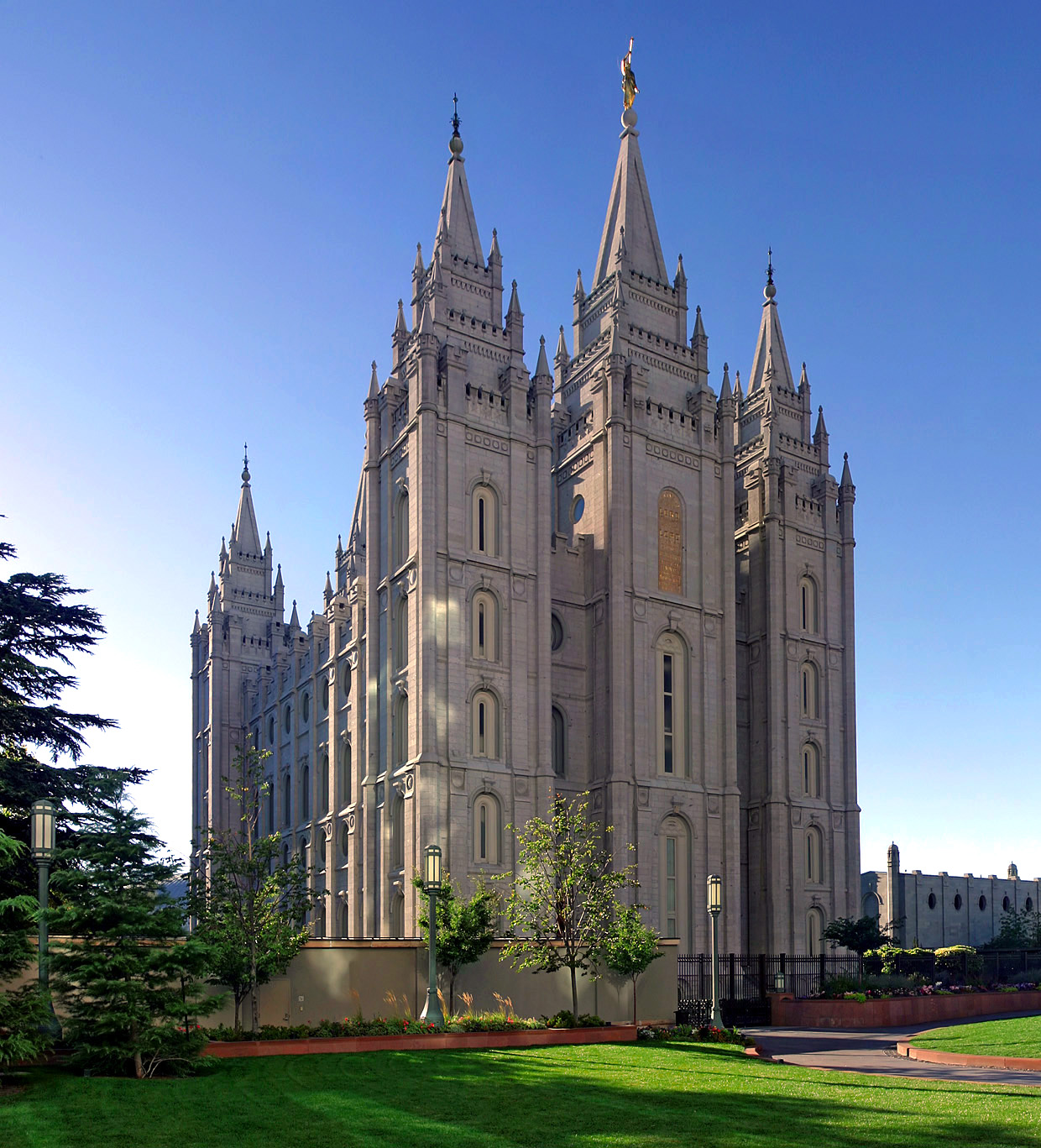
Templul din orașul Salt Lake al Bisericii lui Isus Hristos a Sfinților din Zilele din Urmă este cel mai cunoscut simbol în Biserica aceasta.

Una dintre clădirile Bisericii lui Isus Hristos a Sfinților din Zilele din Urmă din București

Logoul Bisericii lui Isus Hristos a Sfinților din Zilele din Urmă, în limba română

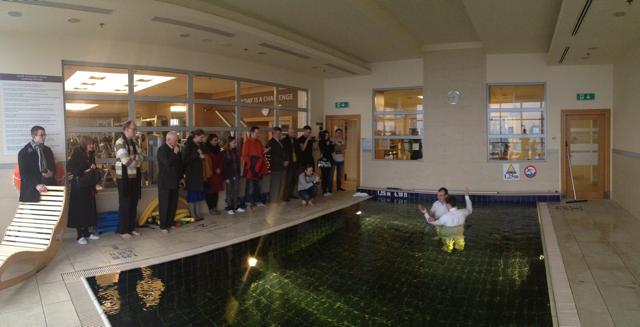
Un exemplu de Botez în Biserica aceasta

Biserica lui Isus Hristos a Sfinților din Zilele din Urmă (o poreclă este "mormonii"; în engleză The Church of Jesus Christ of Latter-day Saints, LDS Church și porecla este "The Mormons") este o Biserică creștină restauraționistă întemeiată de Joseph Smith în anul 1830. Are peste 17 milioane de adepți (numiți membrii ai Bisericii lui Isus Hristos) în toată lumea, iar sediul central se află în orașul Salt Lake, Utah, în Statele Unite.

## Istoric

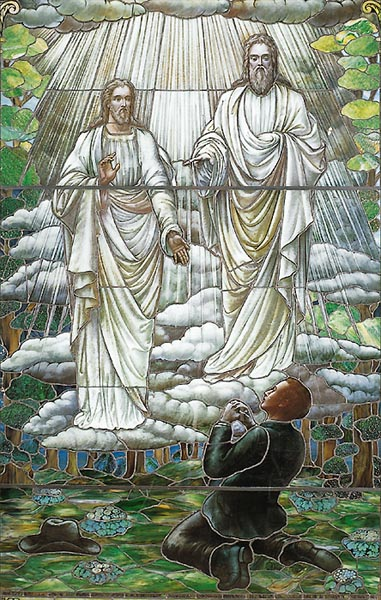
Prima Viziune a lui Joseph Smith, înfățișată într-o fereastră de vitraliu

Biserica lui Isus Hristos a Sfinților din Zilele din Urmă a fost restaurată la 6 aprilie 1830, în vestul statului american New York, de Joseph Smith (n. 1805, d. 1844). Joseph Smith, considerat de către mormoni profet al lui Dumnezeu, a susținut că Dumnezeu și Isus Hristos l-au vizitat în 1820, că i-au poruncit să nu se alăture niciunei biserici, pentru că toate erau imperfecte și incomplete, și că i-au promis că prin el va fi restaurată Biserica adevărată a lui Isus Hristos. Membrii noii Biserici au avut parte de opoziție religioasă, socială și politică, și astfel au călătorit mulți ani pentru a căuta un loc potrivit în care să se stabilească. În 1844 Joseph Smith și fratele său, Hyrum, au fost uciși de către o mulțime răufăcătoare. În cele din urmă, sub conducerea lui Brigham Young, cei mai mulți mormoni s-au stabilit într-o zonă din teritoriul mexican (astăzi în statul american Utah). În prezent, majoritatea locuitorilor din statul Utah este compusă din mormoni și aproape 10% din toți mormonii locuiesc în Utah.

## Crezuri

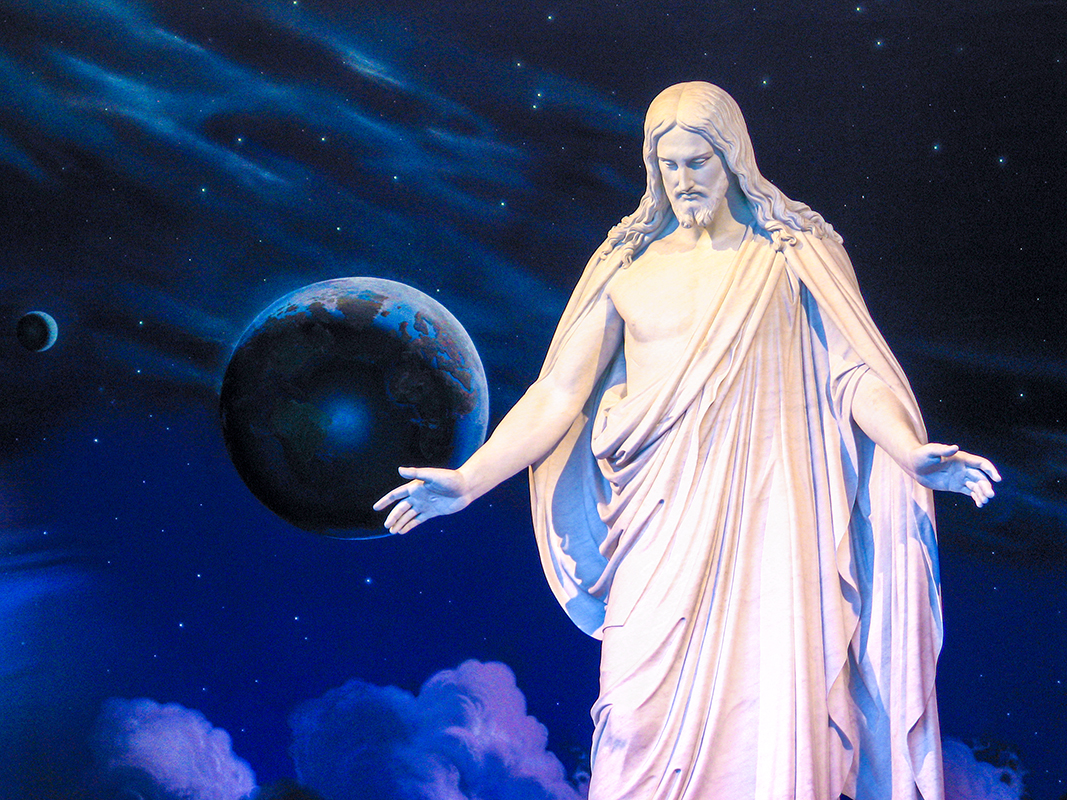
Statuia lui Isus Hristos din Centrul pentru Vizitatori, orașul Salt Lake

Biserica lui Isus Hristos a Sfinților din Zilele din Urmă afirmă că este singura Biserică adevărată a lui Isus Hristos de pe pământ. Mormonii cred că, în secolul I d.H., odată cu moartea apostolilor din vechime, a avut loc o apostazie a Bisericii din vechime. Anumite învățături și practici au fost denaturate și, de asemenea, autoritatea preoției a fost retrasă de pe pământ. Învățăturile și doctrinele denaturate nu puteau fi restaurate  prin studiul scripturilor sau prin munca teologilor, ci era nevoie de revelații de la Dumnezeu ca acest lucru să fie posibil. De asemenea, pentru ca această restaurare să fie completă, autoritatea preoției trebuia să fie conferită de către cei care o deținuseră în vechime. Joseph Smith a afirmat că această autoritate i-a fost conferită de către mesageri cerești, ca Ioan Botezătorul sau Petru, Iacov și Ioan. Mormonii se consideră creștini, dar nu se văd ca făcând parte din tradițiile ortodoxe, catolice sau protestante. Cu toate că Biserica lui Isus Hristos a Sfinților din Zilele din Urmă susține că învățăturile celorlalte biserici sunt imperfecte și că acestea nu au autoritate divină, mormonii cred că orice persoană poate fi salvată prin supunere față de legile și rânduielile Evangheliei lui Isus Hristos. De asemenea, mormonii cred că persoanele decedate care nu au avut ocazia să accepte Evanghelia lui Isus Hristos în această viață pot fi salvate prin aceleași mijloace. Acest lucru este posibil datorită lucrării misionare din lumea spiritelor (vezi, de exemplu, 1 Petru 3:18, 19; 4:6) și a botezului, care se înfăptuiește pentru și în folosul celor morți în temple sfinte (vezi, de exemplu, 1 Corinteni 15:29).

### Scripturi

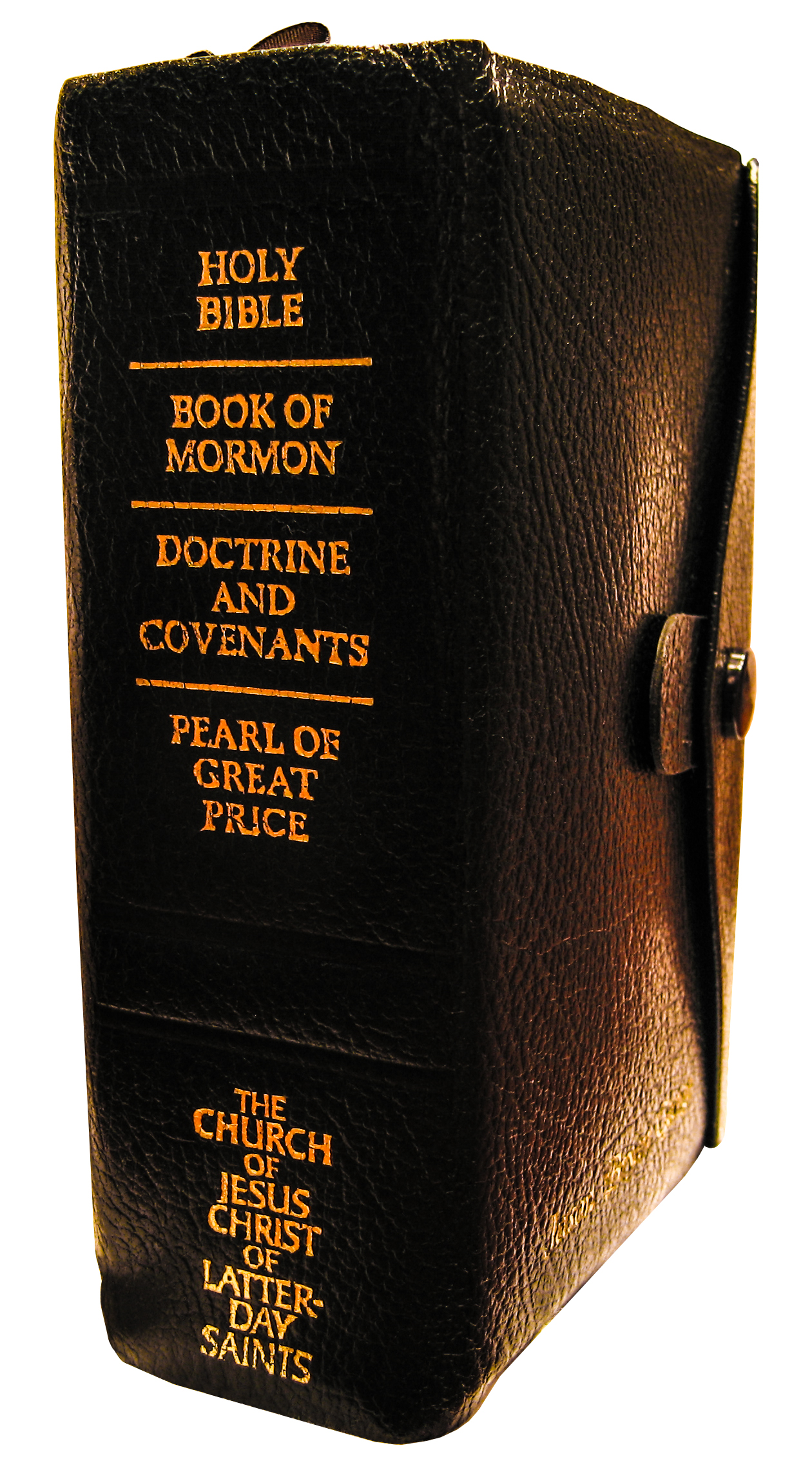
Cele patru „lucrări canonice” (cărți scripturale mormone) într-un singur volum

Biserica lui Isus Hristos a Sfinților din Zilele din Urmă crede în patru cărți scripturale, care se numesc „lucrări canonice” ale Bisericii (în engleză Standard Works):
- Biblia (Vechiul și Noul Testament, fără cărțile apocrife din Vechiul Testament).
- Cartea lui Mormon (considerată a fi o mărturie suplimentară sau „un alt testament al lui Isus Hristos”), care descrie istoria religioasă a unei familii care a plecat din Ierusalim în jurul anului 600 î.H. și a ajuns pe continentul american; de asemenea, descrie istoria descendenților ei. Pe lângă relatările istorice ale acestor oameni, Cartea lui Mormon cuprinde revelațiile profeților care au trăit între ei și care au fost consemnate, pentru mai bine de 1.000 de ani, pe plăci de metal. Mesajul principal oferit de aceștia a fost că Isus este Hristosul, Fiul lui Dumnezeu, Salvatorul întregii omeniri. În jurul anului 420 d.H., pentru a nu fi distruse, plăcile au fost ascunse în pământ de către Moroni, ultimul istoric-profet care a scris pe acestea. În anul 1827, Joseph Smith a intrat în posesia acestor plăci și le-a tradus ulterior în limba engleză. Principalul editor al plăcilor s-a numit Mormon și acesta este motivul pentru care cartea îi poartă numele. Evenimentul central consemnat în Cartea lui Mormon îl constituie vizita și slujirea personală a Salvatorului înviat pe continentul vechii Americi, la scurt timp după învierea Sa. Mesajul principial al Cărții lui Mormon este că Isus este Hristosul, Fiul lui Dumnezeu, Salvatorul întregii omeniri.
- Doctrină și legăminte (în engleză Doctrine and Covenants), o carte care este considerată de Biserică o colecție de revelații importante, date de către Isus Hristos lui Joseph Smith și succesorilor săi.
- Perla de mare preț (în engleză Pearl of Great Price), o altă colecție de revelații și scrisori. Perla de mare preț este structurată în mai multe părți: Cartea lui Moise; Cartea lui Avraam; extrase din traducerea Evangheliei după Matei, făcută de Joseph Smith; Joseph Smith - Istorie; Articolele de credință ale Bisericii lui Isus Hristos a Sfinților din Zilele din Urmă.

### Profeții contemporani
Biserica lui Isus Hristos a Sfinților din Zilele din Urmă declară că este condusă de Isus Hristos de când a fost fondată în 1830. În ceea ce privește crezurile Bisericii, Joseph Smith și succesorii săi sunt considerați ca „profeți, văzători și revelatori” și ei le comunică revelațiile și poruncile lui Isus Hristos membrilor Bisericii și întregii lumi. Profetul actual, Russell M. Nelson, este al XVII-lea președinte al bisericii; el a urmat la președinția Bisericii după Thomas S. Monson (n. 1927). Pe președintele Bisericii îl ajută doi consilieri — aceștia trei reprezintă Prima Președinție (în engleză The First Presidency) — și un consiliu de Doisprezece Apostoli (în engleză Quorum of the Twelve Apostles). Toate hotărârile importante necesită acordul unanim al membrilor Primei Președinții și celor Doisprezece Apostoli.

### Scopul vieții și planul salvării

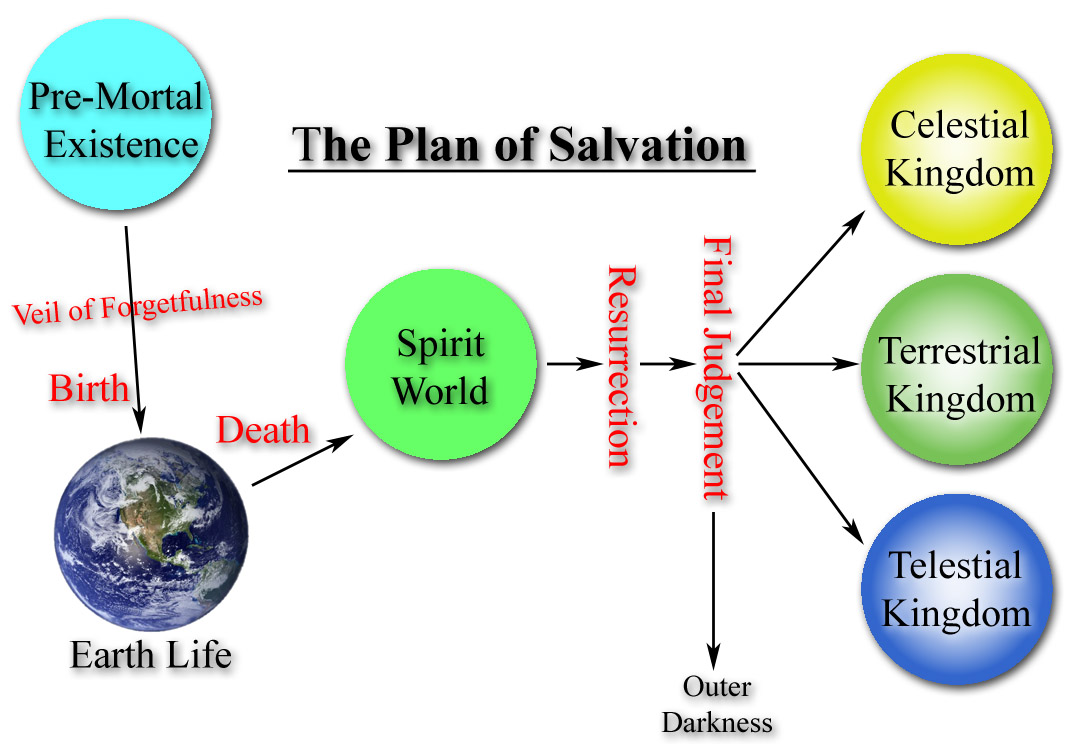
Planul salvării

Biserica lui Isus Hristos a Sfinților din Zilele din Urmă afirmă că această viață pământeană este o parte scurtă, dar de importanță crucială, a unui mare plan, care se numește „planul salvării”, întocmit de Dumnezeu. Mormonii cred că toți oamenii au trăit ca spirite alături de Dumnezeu, înainte de a se naște, și că s-au născut pe pământ pentru a primi un trup din carne și oase și a se dezvolta, folosindu-și libertatea de a alege pentru a distinge binele de rău. Pentru că principiul credinței este vital în cadrul acestui plan, omnul nu-și poate aminti pe deplin viața premuritoare.
Conform teologiei Bisericii lui Isus Hristos a Sfinților din Zilele din Urmă, deoarece toți oamenii urmau să facă greșeli și să săvârșească păcate, a fost necesar să fie ales un Mântuitor (Isus Hristos), care să trăiască o viață perfectă, să sufere și să plătească pentru greșelile făcute de toți oameni și să învie din morți. Mormonii cred că, prin credința în Isus Hristos, pocăința de păcate și supunerea față de poruncile, legile și rânduielile Evangheliei toți pot să fie salvați de la păcat și să se întoarcă în glorie la Dumnezeu, Tatăl lor Ceresc.
Spre deosebire de crezurile altor confesiuni, Biserica lui Isus Hristos a Sfinților din Zilele din Urmă proclamă că de fapt căderea lui Adam și a Evei a fost un eveniment important și necesar pentru progresul etern al omenirii. Mormonii cred că Evanghelia lui Isus Hristos a fost predicată lui Adam și Evei și altora de-a lungul istoriei, și că a trebuit ca Evanghelia completă și perfectă să fie reintrodusă de multe ori ca urmarea a apostaziei. Oamenii care cunosc, înțeleg și acceptă plenitudinea Evangheliei în timpul vieții lor trebuie să se supună învățăturilor acesteia pentru a fi salvați; cei care nu au cunoscut Evanghelia în plenitudinea ei vor fi judecați în funcție de cunoașterea de care au avut parte și vor avea ocazia de a asculta Evanghelia în plenitudinea ei în lumea spiritelor (vezi „Salvarea celor morți”, de mai jos).

### Căsătoria eternă
Mormonii susțin natura sacră a instituției căsătoriei și a familiei și cred că aceste instituții pot să continue prin eternitate.  Membrii credincioși se căsătoresc, nu doar pentru viață, ci pentru „timp și întreaga eternitate”, într-o ceremonie care are loc într-un edificiu special care se numește un „templu”.  Templele mormone nu sunt biserici obișnuite; fiecare membru sau vizitator poate asista la slujbele normale ale mormonilor, dar numai mormonii credincioși pot să intre într-un templu.
Convertiții la Biserica lui Isus Hristos a Sfinților din Zilele din Urmă care sunt deja căsătoriți pot să-și transforme căsătoria într-o uniune eternă printr-o a doua ceremonie de căsătorie, într-un templu.  Și morții sunt căsătoriți pentru eternitate în templele mormone, în mod asemănător cu botezurile făcute în folosul celor morți.

### Salvarea celor morți

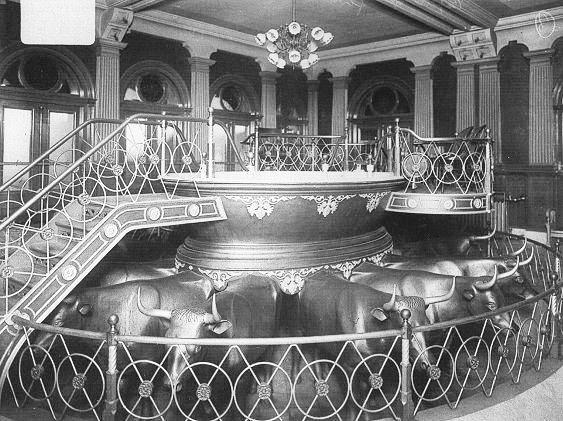
Bazinul din templul mormon din Salt Lake City, în care viii sunt botezați pentru și în folosul celor morți.

Biserica Mormonă propovăduiește posibilitatea salvării și a vieții eterne pentru toți, inclusiv pentru cei care nu știau, în timpul vieții lor, despre Isus Hristos și despre plenitudinea evangheliei Sale. Mormonii cred că toți morții vor primi ocazia de a auzi Evanghelia în lumea spiritelor și că fiecare persoană care acceptă mesajul salvării în lumea spiritelor poate să primească un botez făcut pentru ei de către un membru viu al Bisericii într-un templu. Mormonii încearcă să-și găsească datele strămoșilor pentru a se boteza pentru și în folosul lor și a le da ocazia să primească plenitudinea salvării, dar cred că morții au capacitatea de a decide dacă vor accepta acest botez sau nu.
Biserica lui Isus Hristos a Sfinților din Zilele din Urmă afirmă că înțelegerea sa a doctrinei salvării pentru morți și autoritatea sa de a face botezuri pentru morți au venit de la Dumnezeu prin revelație. Cu toate acestea, membrii Bisericii cred că aceste doctrine le-au fost cunoscute creștinilor din secolul I și că credința lor este sprijinită de Noul Testament.

## Controverse
Unii oameni nu acceptă că Biserica lui Isus Hristos a Sfinților din Zilele din Urmă ar fi o biserică creștină, ci o clasifică drept „sectă”, din cauza credințelor sale unice, care diferă de crezurile altor biserici.
Mormonii sunt confundați uneori, posibil din neînțelegere sau ignoranță, cu alte biserici care caută prozeliți, ca de pildă cu Martorii lui Iehova. Unii oameni cred că misionarii mormoni ar fi agenți sau spioni ai guvernului american, chiar dacă misionarii Bisericii provin din multe țări, din toată lumea.
În secolul al XIX-lea, mulți mormoni practicau „căsătoria multiplă” (poligamia). Biserica a avut parte de persecuție gravă din cauza poligamiei, dar mormonii au perseverat deoarece credeau că se supuneau unei porunci a lui Dumnezeu. Biserica a interzis căsătoria multiplă în anul 1890; astăzi, oricare membru al Bisericii care practică poligamia este excomunicat. Există acum niște grupuri apostate care s-au rupt de Biserica principală din cauza discuției despre poligamie; Biserica lui Isus Hristos a Sfinților din Zilele din Urmă dezaprobă aceste grupuri și se detașează de ele, dar cu toate acestea, unii oameni confundă aceste mici grupuri cu Biserica principală, presupunând că ar fi toți „mormoni” și crezând despre membrii Bisericii lui Isus Hristos a Sfinților din Zilele din Urmă că ar practica și astăzi poligamia.
Mitt Romney, fost guvernator al statului american Massachusetts și fost candidat pentru alegerile prezidențiale din 2008 și 2012, este mormon. Unele sondaje de opinie din S.U.A. sugerau că mulți alegători americani ar refuza să voteze pentru Romney numai din cauza religiei sale. Romney nu a câștigat Nevada, un stat american cu foarte mulți mormoni, pentru alegerile prezidențiale din 2012.
„Un aspect singular al mormonismului este credința că un profet numit în mod divin pronunță adevărul - iar membrii au încredere în el să vorbească din partea lui Dumnezeu.Dincolo de aceasta, sfinții din zilele din urmă sunt de acord să „susțină" toți liderii lor de top cunoscuți drept „autorități generale".Însă profesorii universitari diferă de la acest obicei prin adeziune la consensul în domeniu, nu la un singur individ, ceea ce înființează autorități concurente. Și se simt liberi să-l critice pe președintele școlii lor.”—Peggy Fletcher Stack, Can a ‘unique’ BYU really be true to its two missions: faith and scholarship?, Salt Lake Tribune, 7 septembrie 2021